# Arnbjergparken
|  | For bydelen i Viborg, se Arnbjerg (Viborg) |
Arnbjergparken er en folkepark i centrum af Varde. Den kaldes også Skansen i Varde, fordi "Her opkastede Wallensteins soldater en skanse i 1627", som der står på en mindesten.
Her ligger i dag Varde Friluftsscene, der er et amfiteater med siddeskråninger. Her afholdes hver år Varde Sommerspil med deltagere fra 7-kanten samt Open Air Varde med musik af kendte kunstnere. Arnbjerg Pavillonen var i mange år et samlingssted for alle i området. Der var en hal til dans og gymnastikopvisning. Arnbjerg Pavillonen er nu hotel. I Arnbjerg lå også Vardehallen, der nu er nedrevet. Den blev bygget 1961 under parolen "Det hele for en hal". Nu er der ejerlejligheder.
Arnbjerg Pavilionen har nu skiftet navn til Polyfonen.
I 1950'erne stod springvandet Svanen og Frøen i parken, men er senere blevet placeret ved ældreboligerne i Svaneparken. 2. verdenskrig kostede menneskeliv i Varde, og til ære for de døde, blev der plantet en mindelund i den østlige ende af anlægget. Blandt de kendte fra Varde var Knud Nordentoft og Jørgen Bech Simony.
I Arnbjergparken ligger desuden Minibyen i Varde.